# Belval-Bois-des-Dames
Belval-Bois-des-Dames è un comune francese di 42 abitanti situato nel dipartimento delle Ardenne nella regione del Grand Est.

## Società

### Evoluzione demografica
Abitanti censiti